# Mercurialis canariensis
Mercurialis canariensis är en törelväxtart som beskrevs av Obbard och S.A.Harris. Mercurialis canariensis ingår i släktet binglar, och familjen törelväxter.
Artens utbredningsområde är Kanarieöarna. Inga underarter finns listade i Catalogue of Life.